# Maymun-Diz
Maymun-Diz fou una fortalesa dels ismaïlites a la regió de l'Elburz al Daylam. Raixid-ad-Din diu que fou construït per Hasan-i Sabbah, gran mestre d'Alamut el 1097 o pel que fou el seu successor Buzurg-Ummid (1124–1138) a l'inici del segle xii. Alà-ad-Din Juwayní dona un relat detallat de la seva conquesta per l'Il-kan Hülegü el novembre de 1256. El lloc fou identificat en les investigacions de Willey (1959 a 1961) al nord de Shams-Kilaya un poble petit a la vall d'un afluent de la dreta de l'Alamut Rud.